# Petrorossia sokotrae
Petrorossia sokotrae är en tvåvingeart som först beskrevs av Ricardo 1903.  Petrorossia sokotrae ingår i släktet Petrorossia och familjen svävflugor. Inga underarter finns listade i Catalogue of Life.